# Léo Mana
Leonardo Mana Hernandes dit Léo Mana, né le 6 avril 2004 à São Paulo au Brésil, est un footballeur brésilien qui évolue au poste d'arrière droit au SC Corinthians.

## Biographie

### En club
Né à São Paulo au Brésil, Léo Mana est formé par le SC Corinthians, qu'il rejoint en 2014. Il s'impose dans les équipes de jeunes en étant notamment capitaine de l'équipe des moins de 17 ans et intègre les moins de 20 ans en 2021. Il signe son premier contrat professionnel avec Corinthians le 7 juillet 2021, celui-ci étant valable jusqu'en décembre 2024.
Il joue son premier match en professionnel le 10 mars 2024, lors d'une rencontre de première division brésilienne contre l'América Futebol Clube. Il est titularisé et son équipe est battue par un but à zéro. 

### En sélection
En juin 2021, Léo Mana est convoqué pour la première fois avec l'équipe du Brésil des moins de 17 ans.